# Gateway
För andra betydelser, se Gateway (olika betydelser).
En gateway är en nätverksnod som kopplar ihop två olika nätverk som använder sig av olika nätverksprotokoll. En gateway kan innehålla hårdvara och mjukvara som översätter mellan olika nätverksprotokoll. I nätverk som bara använder ett enda protokoll till exempel IP behövs ingen gateway. 
En gateway är den mest avancerade nätverkskomponenten och kan arbeta i alla skikt i OSI-modellen från skikt 4 och ända upp till skikt 7 (tillämpningsskiktet). Den arbetar med att översätta olika protokoll och olika format, teckenkoder, adresser etc.
Enklare metoder att koppla samman datornätverk är till exempel bryggor (skikt 2 i OSI-modellen) och routrar (skikt 3). 